# 雁门镇 (江油市)
雁门镇，是中华人民共和国四川省绵阳市江油市下辖的一个乡镇级行政单位。2019年12月，撤销石元乡和敬元乡，将其所属行政区域划归雁门镇管辖，雁门镇人民政府驻清江街116号。

## 行政区划
雁门镇下辖以下地区：
双桥社区、大桥村、园坝村、云锣村、柳坝村、西坝村、斑竹园村、北口村和会龙村。